# 池田光政

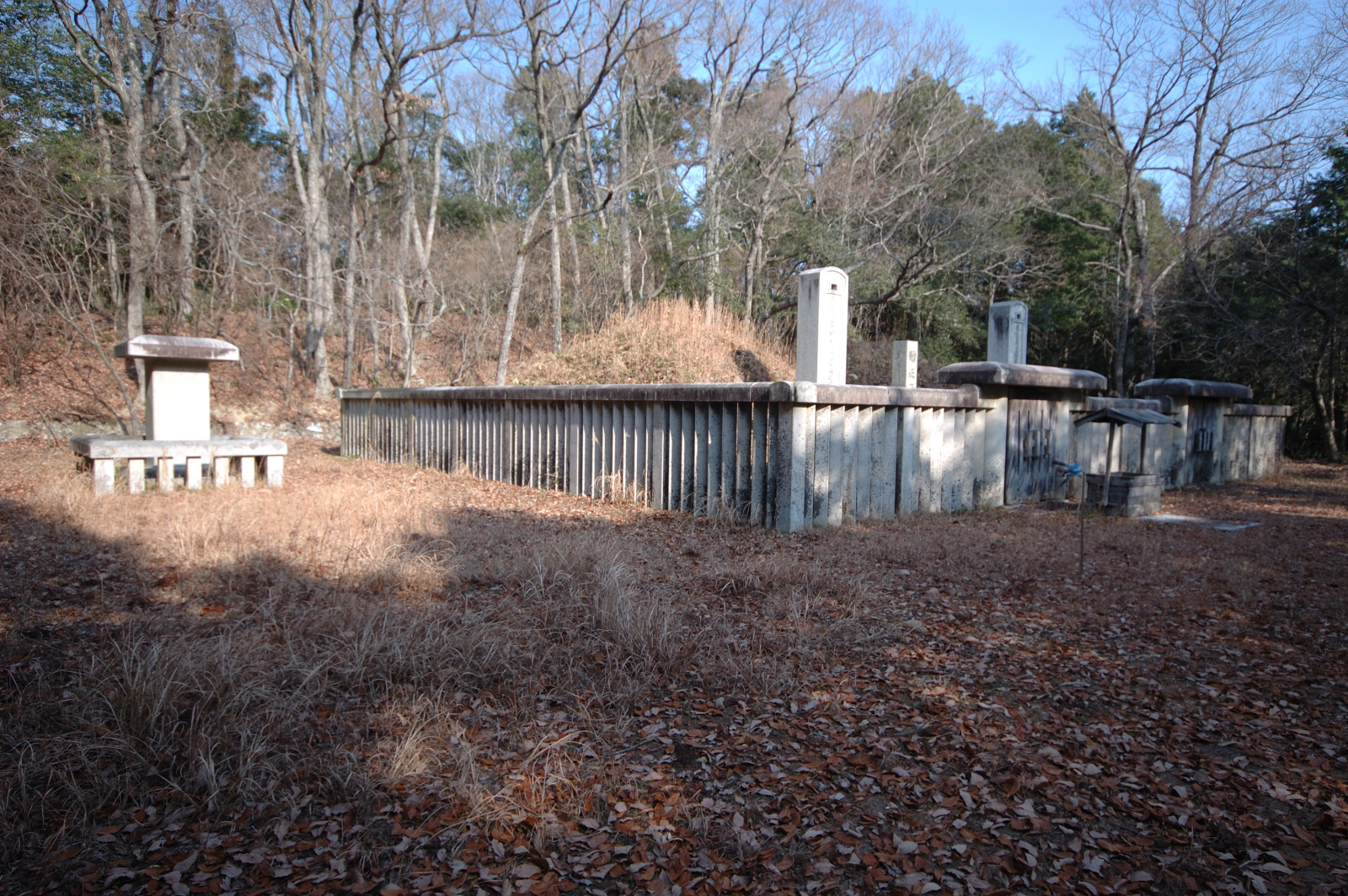
池田光政夫妻墓所

池田 光政（いけだ みつまさ）は、武将、大名。播磨姫路藩第3代藩主、因幡鳥取藩主、備前岡山藩主（池田宗家）。

## 生涯

### 家督相続
姫路藩の第2代藩主・池田利隆の長男。生母は2代将軍徳川秀忠の養女（榊原康政娘）・鶴姫。当時の岡山藩主池田忠継（光政の叔父）が幼少のため、利隆は岡山城代も兼ねており、光政はそこで生まれた。慶長16年（1611年）に江戸に赴いて秀忠に謁見し、国俊の脇差を与えられる。同18年（1613年）に祖父の池田輝政が死去したため、父と共に岡山から姫路に移った。同じ年に父と共に徳川家康に謁見する。このとき家康は5歳の光政を膝下近くにまで召して髪をかきなでながら「三左衛門の孫よ。早く立派に成長されよ」と言葉をかけた。そして脇差を与えたが、光政は家康の前で脇差をするりと抜き、じっと見つめながら「これは本物じゃ」と語った。家康はその態度に笑いながら「危ない、危ない」と言って自ら鞘に収めた。そして光政が退出した後、「眼光の凄まじさ、唯人ならず」と感嘆したという（『#率章録』）。
元和2年（1616年）6月13日に父利隆が死去、翌6月14日に幕府より家督相続を許され、跡を継いで42万石の播磨姫路藩主となる。しかし翌元和3年（1617年）3月6日、幼少を理由に因幡鳥取32万5000石に減転封となった。

### 鳥取藩主
鳥取藩主となった光政の内情は苦しかったという。因幡国は戦国時代は毛利氏の影響力などが強かったとはいえ、小領主の割拠と係争が重なって藩主の思うに任せることができず、生産力も年貢収納量もかなり低かった。しかも10万石を減封されても姫路時代の42万石扶持の家臣を召し抱えたままであり、財政難や領地の分配にも苦慮した。そこで家臣の俸禄は姫路時代の6割に減らされ、下級武士は城下に住む場所が無いので土着して半農半士として生活するようになった。光政は鳥取城の増築、城下町の拡張に努めた。元和6年（1620年）、幕府より大坂城城壁の修築を命じられた。
元和9年（1623年）6月、2代将軍徳川秀忠の上洛に従って京都に入るが、未だ無位無官であったため、同月25日の秀忠の参内には供奉し得なかった。続いて7月に入ると遅れて上洛してきた世子家光も入京し、7月27日に家光が将軍宣下を受けて第3代将軍になると、8月3日に15歳で元服し、それまでの名の幸隆（よしたか）を、3代将軍徳川家光の偏諱を拝受し光政と名乗った。同月6日、家光の参内に先立って従四位下・侍従に叙任され、供奉の一員に選ばれた。その後、寛永3年（1626年）8月の家光上洛にも従い、左近衛少将に叙任された。寛永5年（1628年）1月26日に本多忠刻の娘勝子（円盛院）を大御所の秀忠の養女として正室に迎えた。
寛永9年（1632年）4月3日に叔父の岡山藩主池田忠雄が死去し、従弟で忠雄の嫡男光仲が3歳の幼少のため山陽道の要所である備前岡山を治め難いとし、5月に光政は江戸に召しだされて、6月に備前岡山31万5000石へ移封となり、光仲が因幡鳥取32万5000石に国替えとなった。以後「西国将軍」と呼ばれた池田輝政の嫡孫である光政の家系が明治まで岡山藩を治めることとなった。

### 岡山藩主
光政は岡山城の鎮守として東照宮(現・玉井宮東照宮)を勧請しており、日光東照宮が地方へ分社された全国で最初の例で、他の藩でもこれにならって次々に東照宮の勧請を行い、その数は150社にのぼったと言われている。この東照宮造営は藩主池田光政の大願であった。家老池田出羽守を大奉行とし、徳川幕府の作事方総大工の木原杢允を大工棟梁に充て、備前藩の作事総大工の地位にある横山三郎右衛門は小工として次席に置くなど、人員配置にも異常の配慮の払われた神社の造営であった。『池田家履歴略記』正保二年二月に以下が記してある。
去年(正保元年)東叡山の開山天海増正を以て東照宮を備前に勧請し、城郭の鎮守と祝し奉らんことを将軍家(徳川家光)の御内聴に達せられしが、今年六月一日僧正より返答あって、同二日(池田光政が)酒井讃岐守(大老)の許へ参り給い、御勧請の事仰せあれば、(酒井は)貴殿の志は尤なれども、以後国々残りはなく願はれ、心にもあらぬ事に成行き候はんは如何也、さればいかに軽く御造営然るべしと答られける。烈公(光政)大に悦せ給い、やがて備前に帰られ其用意あり、七月九日諸役を命ぜらる。(カッコは注)—「正保二年二月」『池田家履歴略記』
社地は当時の上道郡門田村幣立山で、ここには古くから玉井宮が鎮座し八幡宮(地元の氏神)として崇敬されていたが、この宮を地続きの南部の低地に遷座させ、その跡へ大がかりな東照宮を造営したのである。
儒教を信奉し陽明学者熊沢蕃山を招聘した。寛永18年（1641年）、全国初の藩校「花畠教場」を開校した。寛文10年（1670年）には日本最古の庶民の学校として閑谷学校も開いた（備前市）。教育の充実と質素倹約を旨とし「備前風」といわれる政治姿勢を確立した。岡山郡代官津田永忠を登用して干拓などの新田開発、百間川（旭川放水路）の開鑿（かいさく）などの治水を行った。また、産業の振興も奨励した。このため光政は水戸藩主徳川光圀、会津藩主保科正之と並び、江戸時代初期の三名君と称されている。三名君と称された人物は個性的な人間が多い。光政は幕府が推奨し国学としていた朱子学を嫌い、陽明学 (心学) を藩学として実践した。この陽明学は自分の行動が大切であるとの教えで、これを基本に全国に先駆けて藩校を建設、藩内に庶民のための手習所を数百箇所作った。後に財政上の理由で嫡男の綱政と手習所存続をめぐって対立した。のちに手習所を統一して和気郡に閑谷学校を造った。
光政の手腕は宗教面でも発揮され、神儒一致思想から神道を中心とする政策を取り、神仏分離を行なった。また寺請制度を廃止し神道請制度を導入した。儒学的合理主義により、淫祠・邪教を嫌って神社合祀・寺院整理を行い、当時金川郡において隆盛を極め、国家を認めない日蓮宗不受不施派も弾圧した。このため備前法華宗は壊滅している。こうした施政は幕府に睨まれる結果となり、一時は「光政謀反」の噂が江戸に広まった。しかし、こういった風説があったにもかかわらず、没するまで岡山32万石は安泰であった。光政は地元で代々続く旧家の過去帳の抹消も行った。また、庶民の奢侈を許さず、特に神輿・だんじりなどを用いた派手な祭礼を禁じ、元日・祭礼・祝宴以外での飲酒を認めなかった。だが岡山城下を練り歩く岡山一の祭礼、東照宮御神幸(権現祭り)は規模を縮小しながら官民一体となり、毎年9月17日に斎行させた。
また、光政の倹約令は郷土料理の誕生にも絡むといわれる。岡山の名物料理「ばら寿司」はちらし寿司の一種であり、食事は一汁一菜と定め倹約に努めさせたところ、魚や野菜を飯に混ぜ込んで、「これで一菜」と称し対策したという。備前は米どころであるにもかかわらず、銘酒が育たなかった。
正室の勝子とは最初の頃こそ夫婦関係はあまり良好でないと見なされ、その後は傍目も羨む（うらやむ）仲だったという。

### 晩年と最期
寛文12年（1672年）6月11日、光政は藩主の座を嫡男の綱政に譲り隠居した。光政はこのとき、次男の政言に備中の新田1万5000石、三男の輝録に同じく1万5000石を分与した。
隠居から4ヵ月半後、母の福正院が死去し、6年後には正室の勝子も死去するという不幸にあったが、光政は隠居ながらも実権は握り続けた。
天和元年（1681年）10月に岡山に帰国した頃から体調を崩しだした。光政は岡山城西の丸で養生したが、年齢が70を超えていることもあって良くはならなかった。天和2年（1682年）4月、京都から岡玄昌という名医を招聘するも良くはならず、死期を悟った光政は5月1日に寝室に家老ら重臣を呼び出して遺言を伝えた。5月22日、岡山城西の丸で74歳で死去。
墓所は岡山県備前市吉永町の和意谷池田家墓所にある。

## 人物・逸話
様々な資料により数多くの逸話が残されているが、それらの資料は江戸時代に光政名君説を強調するために書かれたものが多いことを付記しておく。

### 史料
- 『有斐録』[7]…寛延年代初期に岡山藩士によって編纂された。精細だが光政を名君として過大評価して信憑性に疑問を持たれている[要出典]。
- 『光政日記』[8]…寛永14年10月から寛文9年2月までの日記で21冊に及ぶ。
- 『率章録』[9]…岡山藩士の近藤西涯が池田治政に奉呈した史書。成立年代は安永年間。
- 『仰止録』[10]…岡山藩の公的学者である早川某による史書。成立年代は文政だが史料性は信頼が高いと評価されている。
- 『宍栗日記』

### 人格
光政は、当時としてはかなりの学問好きであった。幼児期から非凡な所があったようで前述したように家康にもその才能を認められたが、これには生母の鶴姫、養育を務めた吉田栄寿尼（光政の曽祖父恒興の重臣吉田甚内の妻。甚内は小牧・長久手の戦いで戦死）や下方覚兵衛（小早川秀秋の旧臣）の尽力があったという。
通称を新太郎と言い、寛永3年に左近衛の権少将に任官すると新太郎少将と称され、光政自身もその名称を好んで終生にわたって用いた。しかし大大名の池田家当主が通称を用いるなどどうかという意見があり、ある人から備前少将とされてはどうかといわれた。光政は「近頃江戸の町では鍛冶職人から鏡磨までが大和守とか用いている。名前などに大して望みなどなく、また有難いとも思わぬ」と答えた（『#仰止録』）。
14歳か15歳の頃、光政は京都所司代の板倉勝重に治国の要道について訊ねた。勝重は「四角い箱に味噌を入れて丸い杓子をもってとるようにすればよい」と答えた。光政は「隅の行届きがたきを如何し候べき」と訊ねた。勝重はその質問で光政が明敏な君主であると察し、「貴殿のような大国の政はそのように厳重なやり方だけでは収まらぬ。国事は寛容の心をもって処理せねば、人心を得ることはむつかしいものである」と答えた。のちに光政はこの勝重の教えをよく守って名君といわれた（『#有斐録』）。
光政が亡くなる1ヶ月前、大坂の医師である北川寿庵が招聘されたが、このときの光政の態度に北川は「この人こそ真の君子」と賞賛したという。
光政が馬の目利（めきき）という逸話が伝わる。江戸の浪人で谷田加介という者が江戸藩邸に馬を見せに来た。側近がその馬を「下ろし(足を真っ直ぐ下ろす歩き方)」と見立てたが光政は「浮足」と見立てた。谷田は「この馬が浮足と見定めたのはあなたが初めてです」と答えて感服した。のちに光政が谷田を200石で召抱えようとしたとき、他家が400石を出して召そうとした。谷田は「知行は少なくても、目の明たる旦那にてなければ奉公面白からず」として光政に仕官した。
武芸では弓矢を好んだ。病気中には常に弓の弦の音を聞いて慰めにしたという。
光政は家臣が自分を諌める事を推奨した。ある寒い日の夜、蜜柑を食べていた時に侍医の塩見玄三が「冷たい物はお控えあれ」と忠告したので従った。のちに光政は老女を呼んで「玄三の忠告くらいは自分にもわかっている。だがわかっていると言えば今後、誰も私を諌めなくなるであろう。だから口に出しかかっていた言葉を抑えたのだ」と述べた。他にも家臣の池田出羽などを呼んで自分に悪事があったら遠慮なく諌めるように求めている。
光政は生母福正院への孝養が厚く、寛文12年（1672年）に福正院が病気になった時、昼夜服も変えずに側を離れず、食事は自らが試食したものでなければ通すことを許さなかった。また次男の政言（政言から見れば祖母）が不義を働いた時には激怒したという。
大久保忠隣の失脚事件に連座して安房国から改易された里見忠義は、伯耆倉吉藩に預けられた。流人とは言え、忠義には4,000石が与えられていたため、大岳院に3石1斗8升の寺地寄進をするなどの、それなりの身分を保っていた。しかし、元和3年（1617年）、光政が因幡鳥取藩に移封となった際にその4,000石も取り上げられ百人扶持の知行とされた。なお、1622年に貧困のうちに亡くなった忠義に家臣8名が殉死した。彼らの戒名に共通して「賢」の字が入ることから八賢士と称されるようになり、これが『南総里見八犬伝』の八犬士のモデルになったという説がある。

### 学問
14歳の頃、寝所に入っても容易に眠れず暁になってまどろむ状態が続いた。ところがある夜から熟睡するようになり近侍がその理由を訊ねると、「私は父祖のおかげで大国の主となった。だがこの大国と民をどう治めればよいかと悩んで眠れなかった。だが昨日、論語を読んで民に教育することが大切であることを知った。そのおかげでよく眠れるようになったのだ」と答えた。これは光政が学問に目覚めたことを示す逸話である（『#有斐録』）。
光政は熊沢蕃山の提言で陽明学を修めようとして近江の中江藤樹の招聘を望んだが、藤樹は老母の病を理由に断った。この返答で光政はますます藤樹を気に入り、何度も手紙をやりとりして意見交換したり、参勤中に近江に立ち寄ったときは藤樹を歓待して話を交わし、その没後は位牌を西の丸に祀るほど尊敬したという。
光政は朱子学よりも心学に傾倒して仁政に心がけた。綱政が学問に興味を示さなかったときには重臣に心学を怠らぬよう補導するよう命令している（『#光政日記』）。
家臣の池田出羽が「学問など何一つとして役に立たない」と言うのを聞いて光政は出羽を呼び出し、「学問への志がないのならそう思うのは当たり前だ。お主が心学を習得するよう意欲を出せば、学問の何たるかを理解できるであろう。もう少し本気になって学問をせよ」と、家臣にはあくまで自発的な修学を推奨し、押しつけるような事はしなかった。
明暦・寛文年間になると心学から朱子学へと移行している。これは幕府の圧力（特に朱子学者の林羅山）があったためといわれる（『#宍栗日記』）。

### 政治
光政は承応3年（1645年）に諌箱（いさめばこ）を設置した。これは家臣からの諫言を受け入れるためのものである。
光政の財政政策は一貫して倹約であり、本人も質素な衣服を用いたりしたが、それを示す逸話が多い（ただし光政を名君として誇張の可能性あり）。次男の政言がビロードの傘袋を供の者に持たせているのを見て「大国を領する人の傘にや、他所の者にてあるべし。我らが行列に混雑致さざるように」と注意した。このため政言はその夜に傘袋を取り替えたという。三男の輝録が無断で分限に過ぎる長屋を普請した際には怒って数日の間、対面を許さなかった。輝録は父の怒りを知って質素なものに作り変えた。しかしどれだけ倹約しても幕命による手伝いや経費などで出費が重なり、岡山財政は承応3年の時点で銀3526貫目の赤字で、家臣の俸禄を下げたり借財して補った。ただし百姓に負担を強いたりすることはほとんどなく、年貢を上げることもわずかだったという。
農政に関する逸話も多い。ある年、赤坂郡で狩をしたあと郡内を巡視したが、このとき百姓を集めて芋の栽培を奨励したという。また巡視の際、稲の品種について訊ねた郡奉行が答えられずにいると、学問に精通していた光政は品種を見抜いて百姓に尋ね、百姓はそのとおりと答えた。光政は品種も知らない奉行を嘆いたという。また鷹狩のあと、御野郡で誤って自ら稲穂を踏み倒してしまうと、光政は稲穂を紙でくくり合わせて謝罪したと伝わる。また竿にかけてあった肌着を盗もうとして捕縛された泥棒が、罪を軽くしてもらおうと「肌着の下のねぎを盗ろうとした」と述べた。すると光政は激怒し、泥棒を入牢させたという（『#有斐録』）。のちに光政は百姓保護のため、田地売買の統制令や貧農没落の阻止に努めている。
光政が百姓の負担を軽くしようと雑税を軽減したとき、年貢をもっと上げるべきと家臣が提言したが、光政は「右の手をあらい左の手を汚す」として許さなかったという。
光政が閑谷学校を訪れた時、和気郡の某村の賤民がかなり遠くから光政の来訪を出迎えていた。光政はそれを見て「あの者達は？」と家臣に質問すると「あれは卑賤の民で、奴らは猪や狸を狩っては肉食をする不浄の者どもです」と答えた。それを聞いて光政は彼らを差別する家臣らにむしろ激怒し、彼らに近くに寄ることを許したという。また、この事で賤民に関心を抱いた光政は、同じ年の末に「彼らの差し出す年貢を如何している」と役人に質問すると、「奴らは不浄なので年貢は藩庫や知行米には廻しておりません」と答えた。これを聞いて光政は役人を叱り付けてその心得違いを諭し、これからは彼らを一般の百姓と差別しないように命じた。
衆道を嫌悪し、同性愛を激しく弾圧した。光政にとっては男色はかぶき者と同列の存在であり、断じて許すべきではないものとして、男色を「大不義」と呼んだ。1658年、男色が原因で死者が出る刃傷沙汰が起こり、関係者が切腹や追放などの処分を受けた。これを契機として光政は男色の規制を強化し、発覚した場合は迅速に家老に連絡するよう命じた。光政にとって、この措置は自らの信条とする「仁政」であった。
光政は正保元年(1644年)に東照宮(現、玉井宮東照宮)を造営した。政治上の見識力量ともに自信に満ちた光政であるが、鳥取から移封された岡山藩組として藩政の土台を固める仕事は容易ではない。まして高い政治の理想を実現させようという仕事は多くの困難を伴うである。その障害を排除し自分の政治の指針を示し、同時にそれを守護照覧するものとして東照宮が考えられたものと思われる。

### 評価
光政は幕府・武士からは名君として高く評価されていた。慶安の変の首謀者である由井正雪などは謀反を起こす際には光政への手当を巧妙にしておかねば心もとないと語っている。また由井の腹心である丸橋忠弥は光政は文武の名将で味方にすることは無理だろうから、竹橋御門で桶の中に扮して射殺すべき策を立てたという。
幕府は光政を恐れていた。幕府が朱子学を推奨しているのに対して光政は心学にこだわった。大老の酒井忠勝は承応元年（1652年）9月に光政謀反の風説を断じて光政に心学をやめるように警告した（『光政日記』）。板倉重宗は心学に深い関心を寄せており理解もしていたため、光政に賛同しながらもその政治的地位から自重するように求めた（『#光政日記』）。また承応の変が起こった際、別木庄左衛門ら一党の詮議で尾張藩や紀州藩、鳥取藩そして光政の岡山藩と共謀して謀反を起こそうとした、と語り、特に光政については旗頭に擁そうとまで計画していたと語ったため、幕府は光政の子綱政と弟の恒元を呼んで訓戒した。ただし幕府にも光政の良き理解者は存在しており、久世広之などは光政の良き学問上の友であった。
- 酒井忠勝らの死後、大老となった酒井忠清が専権を振るうと、寛文8年（1668年）に8か条[注 28]に及ぶ建白書を出して批判した[29]。

光政の治世は後世の岡山藩の模範とされた。幕末期の池田茂政や章政らは光政の偉業を倣って幕末の動乱に対処するべく決意表明している。また光政の代に一条家と縁戚になったことから、幕末の文久2年（1862年）8月と10月に一条忠香より国事周旋を依頼されている。

## 官歴
- 1623年（元和9年）　従四位下、侍従。
- 1626年（寛永3年）　左近衛権少将
- 1910年（明治43年）　贈正三位

## 家族
- 正室：円盛院（1618年 - 1678年） - 勝姫、徳川秀忠養女、本多忠刻と千姫の娘
  - 長女：奈阿（1634年 - 1697年） - 本多忠平室
  - 次女：輝子（1636年 - 1718年） - 一条教輔室
  - 長男：綱政（1638年 - 1714年）
  - 四女：富幾（1640年 - 1659年） - 榊原政房室
  - 五女：左阿（1644年 - 1705年） - 中川久恒室
- 側室：水野勝之進の娘
  - 次男：池田政言（1645年 - 1700年） - 鴨方藩初代
- 側室：和田国（利清院） - 和田惟長の娘
  - 六女：六姫（1645年 - 1679年） - 初め池田由貞室のち瀧川一宗室
  - 七女：七姫（1647年 - 1652年）
  - 三男：池田輝録（1649年 - 1714年） - 生坂藩初代
  - 八女
  - 九女：房姫（祥雲院）（1653年 - 1686年） - 毛利綱元室
  - 十女：小満（小萬）（1657年 - 1662年）
- 生母不明の子女
  - 三女
- 養子
  - 犬姫（初め留）（1620年 - 1685年） - 池田利政娘、日置猪右衛門忠治室